# Шталванг
Шталванг (њем. Stallwang) општина је у њемачкој савезној држави Баварска. Једно је од 37 општинских средишта округа Штраубинг-Боген. Према процјени из 2010. у општини је живјело 1.391 становника. Посједује регионалну шифру (AGS) 9278189.

## Географски и демографски подаци
Шталванг се налази у савезној држави Баварска у округу Штраубинг-Боген. Општина се налази на надморској висини од 350–697 метара. Површина општине износи 20,6 km². У самом мјесту је, према процјени из 2010. године, живјело 1.391 становника. Просјечна густина становништва износи 68 становника/km².